# Tètol cuanegre

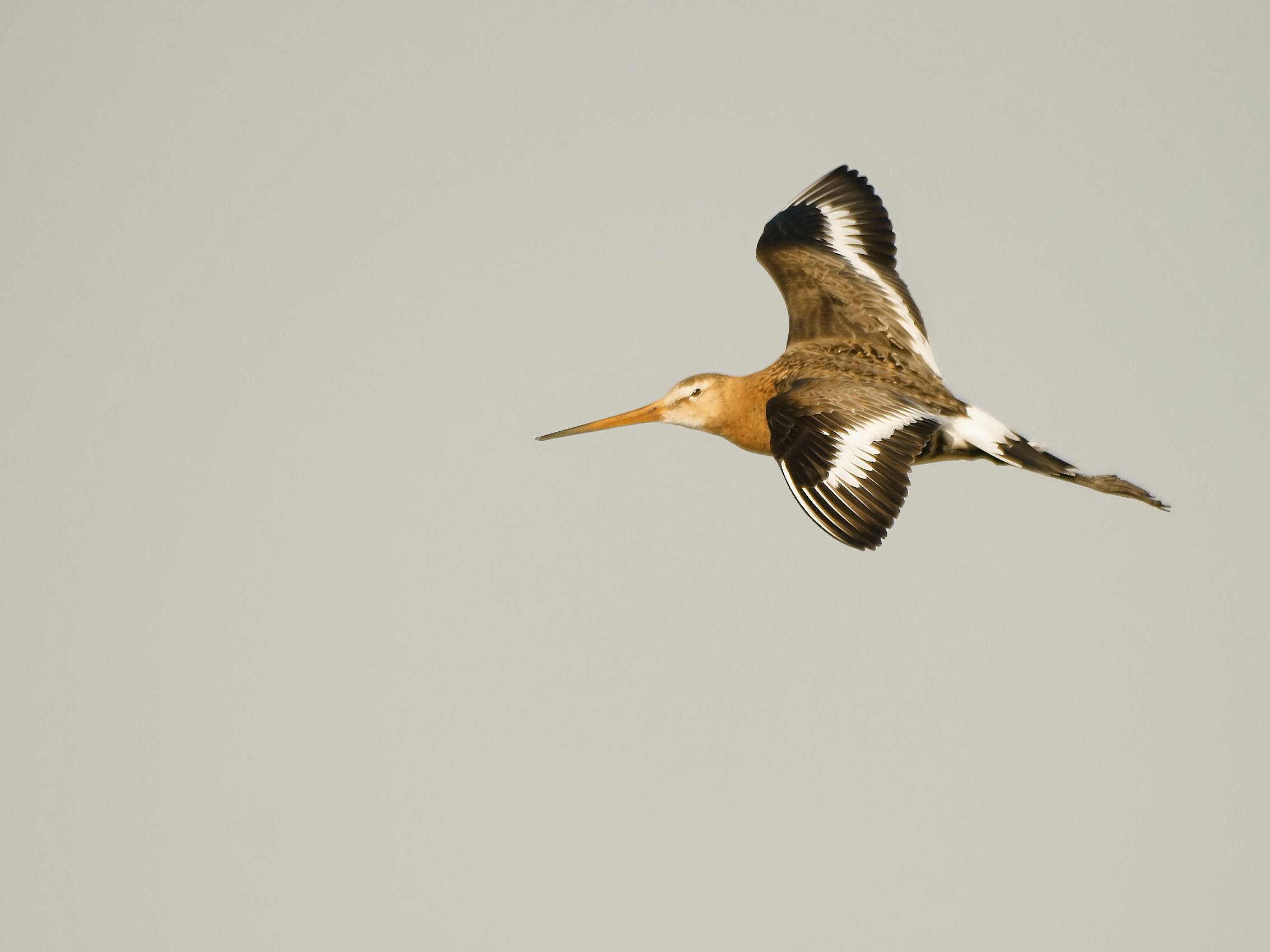
Exemplar de tètol cuanegre volant i fotografiat a Bèlgica.

El tètol cuanegre o cegall de mosson a les Balears (Limosa limosa) és un esvelt ocell de l'ordre dels caradriformes.

## Morfologia
- Fa 40 cm de llargària.
- Té el bec i les potes molt llargs.
- Té el cap, el coll i el pit de color castany rogenc, les parts inferiors blanques amb franges negrenques i l'extrem de la cua negre. A l'hivern, les parts superiors són de color gris fosc, i les inferiors blanc grisenc.

## Subespècies
- Limosa limosa limosa
- Limosa limosa islandica
- Limosa limosa melanuroides

## Reproducció
Fa un niu al sòl i hi pon 3-6 ous.

## Alimentació
Menja llagostes, libèl·lules, mol·luscs i cucs.

## Hàbitat
Està estretament vinculat als terrenys amb aigua, tant a la costa com a l'interior.

## Distribució geogràfica
Habita l'oest de Sibèria i al nord d'Europa (llevat d'Escandinàvia), i hiverna a la Mediterrània i a l'Àfrica del Nord.
És comú, a l'hivern, a les zones d'aiguamolls dels Països Catalans (com ara, els Aiguamolls de l'Empordà i el Delta de l'Ebre). L'any 1961 es va trobar l'únic niu conegut d'aquesta espècie a la península Ibèrica, concretament a l'illa de Buda.